# 333561 Plummer
333561 Plummer è un asteroide della fascia principale. Scoperto nel 2005, presenta un'orbita caratterizzata da un semiasse maggiore pari a 2,775897 UA e da un'eccentricità di 0,168741, inclinata di 11,823113° rispetto all'eclittica.
Julia Plummer è un'esperta americana di astromateriali presso il Johnson Space Center della NASA per la missione OSIRIS-REx. È specializzata nella gestione di campioni extraterrestri fino alla microscala. Julia ha progettato strumenti e contenitori per la raccolta dei campioni di OSIRIS-REx.